# Demotska pisava
Demotska pisava (iz starogrškega starogrško δημοτικός: dēmotikós – ljudski) je bila staroegipčanska pisava. Razvila se je iz severne oblike hieratske pisave, ki se je uporabljala v Nilovi delti. Izraz demotski se uporablja tudi za jezik, ki se je pisal s to pisavo. Njegov predhodnik je bil koptski jezik, naslednik pa pozni egiptovski jezik. Izraz demotski je prvi uporabil grški zgodovinar Herodot, da bi pisavo razlikoval od hieratske in hieroglifske pisave.

## Pisava
Demotsko pisavo so Egipčani imenovali  sš n šˤ.t – (pisava za) pisanje dokumentov. Klemen Aleksandrijski (2. stoletje n. št.) jo je imenoval επιστολογραφική (epistolografikē), medtem ko so jo zgodnji zahodni znanstveniki, predvsem Thomas Young, omenjali kot egipčanska ljudska pisava. Uporabljala se je več kot tisoč let in v tem času doživela več razvojnih stopenj. Pisala se je z desne proti levi, medtem ko je bilo hieroglife mogoče pisati od zgoraj navzdol, z leve proti desni in z desne proti levi.

### Zgodnja demotska pisava
Zgodnja demotska pisava se je razvila v Spodnjem Egiptu med vladavino 25. dinastije (716 pr. n. št.–656 pr. n. št.). Najde se jo na primer na steli v  sakarskem Serapeumu. Uporabljala se je predvsem od leta 650 do 400 pr. n. št. Večina besedil v zgodnji demotski pisavi je bila  napisana v času 26. dinastije  (665 pr. n. št.–525 pr. n. št.) in perzijskem obdobju, ki je sledilo (27. dinastija, 525  pr. n. št.–404 pr. n. št.). Po ponovni združitvi Egipta pod Psametikom I. je v Gornjem Egiptu, zlasti med vladavino Amazisa II., demotska pisava postala uradna državna pisava in zamenjala starejšo hieratsko pisavo. Uporabljala se je predvsem za upravna, sodna in trgovinska besedila, za druga pa so se še vedno uporabljali hieroglifi in hieratska pisava.

### Srednja (ptolomejska) demotska pisava
Sredja demotska pisava (okoli 400 pr. n. št.–30 pr. n. št.) se je uporabljala med vladavino Ptolomejcev (305 pr. n. št.–30 pr. n. št.). Iz vedno večjega števila književnih in verskih besedil je razvidno, da je imela v 4. stoletju pomemben položaj. Do konca 3. stoletja pr. n. št. je začela prevladovati grščina, ki je bila uradni jezik državne uprave. Pogodbe, napisane v demotski pisavi, so izgubile večino svoje pravne veljave, če na njih ni bilo pripisa v grščini, da so registrirane pri državnih oblasteh.
- Črepinja z demotskim napisom (Ptolomejska dinastija, okoli 305 pr. n. št.–30 pr. n. št.), verjetno iz Teb, z molitvijo k bogu Amonu za ozdravitev slepote
- Pogodba v demotski pisavi s podpisom priče na hrbtni strani; papirus, ptolomejsko obdobje

### Pozna (rimska) demotska pisava
Demotska pisava se je takoj po prihodu Rimljanov vedno manj uporabljala v javnem življenju. V pozni demotski pisavi (30 pr. n. št.–452 n. št.) je bilo kljub temu napisanih več literarnih del, zlasti v 1. in 2. stoletju n. št., proti koncu 2. stoletja pa se je njihovo število hitro zmanjšalo. V nasprotju z načinom, kako je latinščina izpodrinila jezike manjšin v zahodnem delu Rimskega cesarstva in grščina privedla do izumrtja frigijščine, grščina nikoli ni popolnoma izpodrinila demotščine. Demotska pisava se je od 3. stoletja uporabljala samo še za pisanje na črepinje, podpise h grškim besedilom, označevanje mumij in grafite. Zadnji primerek demotskega zapisa je grafit na zidu Izidinega templja na otoku File z datumom 11. december 452 n. št.

## Jezik
Demotski jezik se je razvil iz poznega egipčanskega jezika in ima mnogo skupnega s kasnejšo koptsko fazo egipčanskega jezika. V zgodnjih razvojnih fazah, na primer v tistih, v katerih so se besedila pisala v zgodnji demotski pisavi, je bil pisni jezik verjetno pisna oblika pogovornega jezika tistega časa. Ker se je pisava vedno bolj uporabljala samo za literarne in verske namene, se je pisni jezik vedno bolj oddaljeval od pogovornega. Pozna pisna demotščina se je zato zelo razlikovala od pogovornega jezika.

## Dešifriranje
Leta 1799 so odkrili kamen iz Rosette z besedilom v treh pisavah: klasični grški, demotski in klasični hieroglifski. Demotsko besedilo je na sredini in obsega 32 vrstic. Njenega dešifriranja se je prvi lotil Silvestre de Sacy. Dešifrirana je bila pred hieroglifi in znanstvenikom omogočila, da so s primerjanjem z grškim besedilom in poznavanjem koptščine prevedli egipčanske glife. Egiptologi, jezikoslovci in papirologi, ki se ukvarjajo z demotskimi pisavami, so znani kot demotisti.
V naslednji preglednici je prikazanih nekaj podobnosti v prehodu s hieroglifske preko demotske do trenutno še žive koptske pisave. 
| SA |

| SA |

| f |

| f |

| M12 |

| M12 |

| F18 · Y1 |

| F18 · Y1 |

| U29 |

| U29 |

| k |

| k |

| D37 · t |

| D37 · t |